# Maria Planeta Citta
Maria Planeta Citta (1991) is een artistiek kunstwerk in Amsterdam-Zuidoost.
Het beeld, een schepping van Evert van Kooten Niekerk, werd op verzoek van de gemeente Amsterdam gemaakt. Volgens Kunstwacht Amsterdam (beheerder van kunst in de openbare ruimte) en het CBK Zuidoost is het beeld een reactie op het strakke stratenplan (bijna allemaal rechte straten en grachten) van de wijk Venserpolder van Carel Weeber. Het beeld bestaat uit een ongepolijste halfronde steen van hardsteen (de hakgleuven zijn zichtbaar) die op een juist gladde sokkel in bedwang wordt gehouden door bronzen strips. Het beeld is 300 bij 250 bij 100 cm groot. Het werd in 1992 aan de winkelstraat van de wijk, Albert Camuslaan, geplaatst en is later verplaatst naar een groenstrook langs de Agatha Christiesingel ter hoogte van het Abcouderpad (voetgangers/fietsers).
Maria Planeta Citta is een vervolg op Maria Planeta uit 1988 dat in Utrecht te vinden is. Het gladde brons is daar over de sokkelloze ruwe hardsteen gedrapeerd.

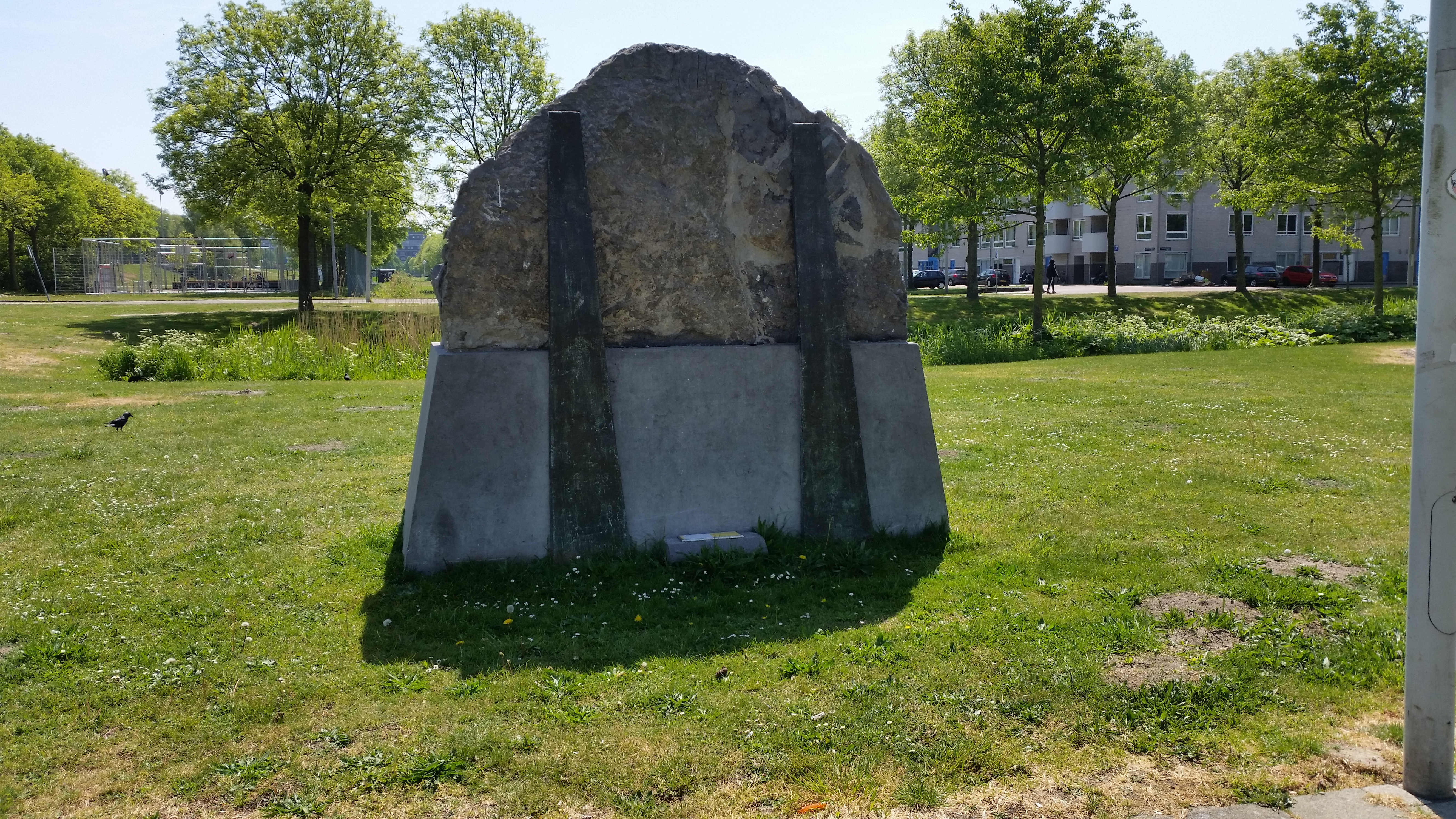
Maria Planeta Citta naar het zuiden gezien (mei 2020)

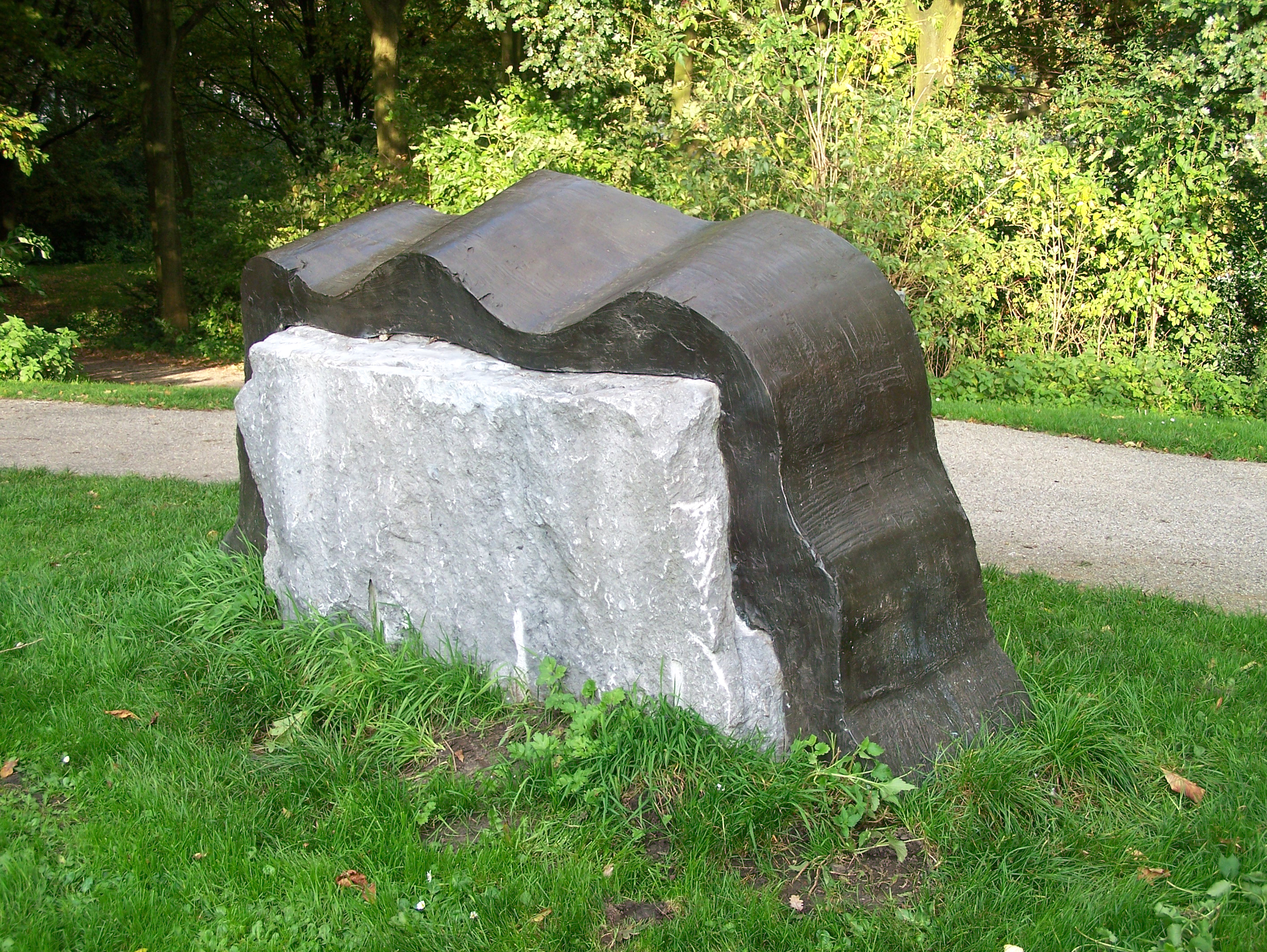
Maria Planeta in Utrecht (2008)